# 女動物医事件簿
『女動物医事件簿』（おんなどうぶついじけんぼ）は、1990年から1991年まで日本テレビ系「火曜サスペンス劇場」で放送されたテレビドラマシリーズ。全3回。原作は日下圭介。主演は山口智子。

## キャスト

### レギュラー
栃尾彩子
演 - 山口智子
新米の女獣医。
牧ユカリ
演 - 松本典子（第2作・第3作）

岩間佐恵子
演 - 岩本多代（第2作・第3作）

クラッタ
演 - キング号（第1作・第2作）、ジョン号（第3作）
犬。
徳丸
演 - 島田順司（第2作・第3作）
刑事。
岩間信一郎
演 - 藤岡琢也（第2作・第3作）
岩間動物病院の院長。

### ゲスト
第1作「耳を噛む犬」（1990年）
- 片貝満寿子（犬を病院に運び込んだ女性） - 高沢順子
- 榎俊介（動物病院院長） - 江守徹
- あき竹城、河原さぶ、中西良太、岡野進一郎、遠藤征慈、高橋紀恵、リュウ号、山口真司、進藤幸、山田光一、久保幸一、田嶋基吉、佐々木敏、平井一幸、佐藤淳、青山沙紀

第2作「炎を吐いた猫」（1991年）
- 金井貞男 - 新井康弘
- 江口義彦 - 木村元
- 江口待子 - 佐野アツ子
- 江口涼子（彩子の近所） - 松岡由美
- 西岡（刑事） - 石田登星
- 江口晶平 - 加藤衛
- 内海（鑑識課員） - 冨家規政
- 河合弦司、友金敏雄、五野上力、木村修、大泉公孝、内田修司、松尾晶代、山浦栄

第3作「人見知りする犬」（1991年）
- 津山かよ（老婦人） - 丹阿弥谷津子
- 石本哲夫（商社マン・津山家の2階に間借りしている） - 佐古雅誉
- 山北努 - 角田英介
- 内海 - 和泉史郎
- ホシ（犬） - ホシ号
- 捜査課長 - 金子研三
- 花田（刑事） - 友金敏雄
- 西岡（刑事） - テツ定岡
- 浅見（刑事） - 田島基吉
- 青山沙紀、橋本由佳、広瀬未希、高橋厚臣、佐川二郎、河合弦司

## スタッフ
- 原作 - 日下圭介
- ナレーション - 平映子
- 脚本 - 高久進
- 音楽 - 大谷和夫
- 監督 - 馬場昭格（第1作）、鷹森立一（第2・3作）
- 企画 - 小坂敬
- 助監督 - 津崎敏喜、石川達郎
- 技術協力 - 東通
- プロデューサー - 長富忠裕、桑原秀郎、吉村晴夫
- 制作協力 - 東映ビデオスタジオ
- 制作 - 日本テレビ
- 製作著作 - 東映

## 放送日程
| 話数 | 放送日        | サブタイトル   | 原作                                   | 脚本   | 監督     | 視聴率 |
| ---- | ------------- | -------------- | -------------------------------------- | ------ | -------- | ------ |
| 1    | 1990年7月17日 | 耳を噛む犬     | 『耳を噛む犬』（『猫が嗤った』所収）   | 高久進 | 馬場昭格 | 22.0%  |
| 2    | 1991年3月12日 | 炎を吐いた猫   | 『炎を吐いた猫』（『猫が嗤った』所収） | 高久進 | 鷹森立一 | 14.1%  |
| 3    | 12月17日      | 人見知りする犬 | 『人みしりな犬』（『証人は猫』所収）   | 高久進 | 鷹森立一 | 17.3%  |